# Jackson Scholz
Jackson Volney Scholz (ur. 15 marca 1897 w Buchanan, zm. 26 października 1986 w Delray Beach) – amerykański  lekkoatleta, sprinter.
Jako pierwszy w historii wystąpił w finałach biegów sprinterskich na trzech kolejnych igrzyskach olimpijskich. W 1920 na igrzyskach w Antwerpii Scholz został złotym medalistą w sztafecie 4 × 100 metrów, a w finale biegu na 100 metrów był czwarty. W tym samym roku w Sztokholmie wyrównał rekord świata na 100 m z czasem 10,6 s.
Podczas igrzysk olimpijskich w 1924 w Paryżu został mistrzem olimpijskim w biegu na 200 metrów i wicemistrzem w biegu na 100 metrów (za Haroldem Abrahamsem). Pojedynek tych zawodników został pokazany w filmie fabularnym Rydwany ognia. W 1925 Scholz zdobył swój jedyny tytuł mistrza USA (AAU) na 220 jardów. Na igrzyskach olimpijskich w 1928 w Amsterdamie był czwarty w finale biegu na 200 m.
Po zakończeniu kariery sportowej Scholz został pisarzem powieści dla młodzieży, związanych z tematyką sportową, m.in. Rookie Quarterback, The Football Rebels, Fielder From Nowhere, Batter Up.